# جاده ۵۲ (ایران)
جاده ۵۲ جاده‌ای در غرب ایران است که اراک، ملایر و بروجرد را به نهاوند و فیروزان و از آنجا به کنگاور، صحنه، بیستون و کرمانشاه  پیوند می‌دهد. این جاده یک جاده ترانزیتی است که اراک را به غرب کشور متصل می‌کند. 